# Lý thuyết Mỹ học
Lý thuyết Mỹ học (tiếng Đức: Ästhetische Theorie) là một cuốn sách của triết gia người Đức Theodor Adorno, được tuyển chọn từ các bản nháp được viết từ năm 1956 đến 1969 và cuối cùng được xuất bản vào năm 1970 sau khi tác giả qua đời. Mặc dù gắn liền với nghiên cứu triết học về nghệ thuật, cuốn sách mang tính liên ngành và kết hợp các yếu tố của triết học chính trị, xã hội học, siêu hình học và các mục đích triết học khác phù hợp với phương pháp loại trừ ranh giới của Adorno.
Adorno đưa quá trình tiến hóa lịch sử của nghệ thuật  vào trạng thái nghịch lý "bán tự trị" bên trong tính hiện đại của chủ nghĩa tư bản, xem xét ý nghĩa chính trị - xã hội của sự tiến bộ này. Một số nhà phê bình đã mô tả tác phẩm là kiệt tác của Adorno và xếp nó vào một trong những tác phẩm quan trọng nhất về mỹ học được xuất bản trong thế kỷ 20.

## Tóm tắt
Trong Lý thuyết Mỹ học, Adorno không chỉ quan tâm đến những mối bận tâm về tiêu chuẩn mỹ học như là kết quả của cái đẹp và cái cao cả trong nghệ thuật, mà còn là mối quan hệ giữa nghệ thuật và xã hội. Ông cảm thấy rằng sự tự do của nghệ thuật hiện đại khỏi những hạn chế như mục đích cúng tế và hoàng gia, cái đã làm vấy bẩn các thời đại nghệ thuật trước đây, đã dẫn đến mở rộng khả năng phê phán của nghệ thuật và tăng quyền tự chủ hình thức. Với sự tự chủ được nới rộng này, trách nhiệm bình luận xã hội của nghệ thuật được gia tăng. Tuy nhiên, Adorno không cảm thấy rằng nội dung chính trị hóa quá mức là sức mạnh phê phán lớn nhất của nghệ thuật: thay vào đó, ông bảo vệ một dạng "nội dung chân lý" (Wahrheitsgehalt) trừu tượng hơn. Khác với mỹ học của Kant hay các nhà duy tâm, mỹ học của Adorno định vị nội dung chân lý trong đối tượng nghệ thuật, thay vì trong sự tiếp nhận của chủ thể. Tuy nhiên, nội dung như vậy bị ảnh hưởng bởi ý thức tự thân của nghệ thuật trong khoảng cách cần thiết của nó với xã hội, cái có thể cảm nhận được trong những trường hợp như sự bất hòa vốn có trong nghệ thuật hiện đại. Nội dung chân lý cuối cùng được tìm thấy trong mối quan hệ giữa đa tương tác biện chứng xuất hiện từ vị trí tương đối của tác phẩm nghệ thuật đối với chủ thể và lớn hơn truyền thống xã hội, cũng như phép nội biện chứng bên trong chính tác phẩm. Xuyên suốt tác phẩm, Adorno ca ngợi nhà viết kịch Samuel Beckett, người mà ông muốn dành tặng cuốn sách này.

## Lịch sử
Lý thuyết mỹ học đã được biên tập bởi Gretel Adorno (vợ của tác giả) và Rolf Tiedemann từ bản nháp các công trình của Adorno. Nó được tập hợp từ các bản thảo còn dang dở mà Adorno soạn từ ngày 4 tháng 5 năm 1961 đến ngày 16 tháng 7 năm 1969, chủ yếu từ ngày 25 tháng 10 năm 1966 đến ngày 24 tháng 1 năm 1968. Một loạt các sửa đổi đã được thực hiện trong khoảng thời gian từ tháng 9 năm 1968 đến tháng 7 năm 1969, vài tuần trước khi ông qua đời vào tháng 8 năm đó.